# Elecciones a la Asamblea Constituyente de Ecuador de 1830
Las elecciones para diputados constituyentes de 1830 determinaron quienes conformarían la primera Asamblea Constituyente de Ecuador de 1830, la cual tenía como objetivo la redacción del texto constitucional para fundar el estado de Ecuador.
La conformación de una asamblea constituyente fue convocada el jefe supremo Juan José Flores para consolidar y legalizar la independencia del Ecuador de la Gran Colombia.
Acorde a la normativa de la época, los legisladores eran electos por nominación libre de los electores, sin auspicio partidista o limitaciones por provincia, por lo que en ocasiones un legislador era electo por varias provincias.

## Nómina de Representantes Provinciales
20 diputados provinciales
| Provincia  | Diputados                           | Diputados                       |
| ---------- | ----------------------------------- | ------------------------------- |
| Cuenca     | Ignacio Torres y Tenorio            | Ignacio Torres y Tenorio        |
| Cuenca     | José María Landa y Ramírez          |                                 |
| Cuenca     | José María Borrero Baca             |                                 |
| Cuenca     | Mariano Veintimilla y Racines       |                                 |
| Chimborazo |                                     | Juan Bernardo León y Cevallos   |
| Chimborazo | Nicolás Váscones y López-Naranjo    |                                 |
| Guayaquil  |                                     | José Joaquín de Olmedo y Maruri |
| Guayaquil  | León de Febres Cordero y Oberto     |                                 |
| Guayaquil  | Vicente Ramón Roca Rodríguez        |                                 |
| Guayaquil  | Francisco de Marcos y Crespo        |                                 |
| Loja       | José María Lequerica y Riofrío      | José María Lequerica y Riofrío  |
| Loja       | Miguel Ignacio Valdivieso Carrión   |                                 |
| Manabí     | Manuel Ribadeneyra y García         | Manuel Ribadeneyra y García     |
| Manabí     | Manuel Ignacio García Moreno        |                                 |
| Manabí     | Cayetano Ramírez y Fita             |                                 |
| Pichincha  |                                     | José Fernández Salvador López   |
| Pichincha  | Nicolás Joaquín de Arteta y Calisto |                                 |
| Pichincha  | Manuel Matheu y Herrera             |                                 |
| Pichincha  | Manuel Espinoza y Fominaya          |                                 |
| Pichincha  | Antonio Ante y López de la Flor     |                                 |

Fuente: